# عريب زعيتر

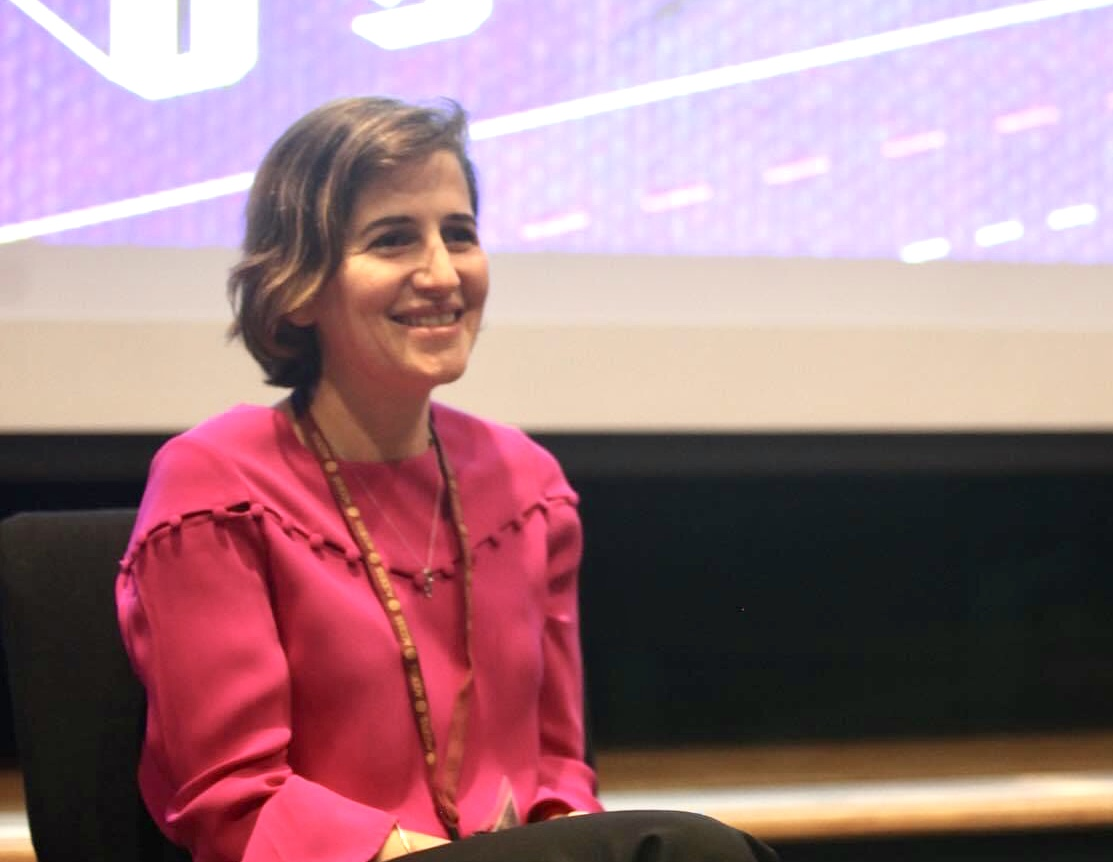
عريب زعيتر في المتحف العربي الأمريكي القومي

عريب زعيتر (17 حزيران 1980) مخرجة فلسطينية وراوية قصص بصرية متعددة الجنسيات.

## المسار التعليمي
ولدت زعيتر في مدينة نابلس بفلسطين، لكن عائلتها انتقلت إلى المملكة العربية السعودية عندما كان عمرها شهرين. بدأت في الرسم قبل أن تصبح مهتمة بصناعة الأفلام.
في عام 1997 انتقلت إلى لبنان لمواصلة تعليمها ثم انتقلت إلى الولايات المتحدة في عام 2010.

## المسار الوظيفي
قادت عريب زعيتر قسم التدريب الإقليمي في الهيئة الملكية الأردنية للأفلام، وعملت كرئيسة برمجة الأفلام لمهرجان عمان السينمائي الدولي.
أمضت زعيتر عامًا في المتحف الوطني للتاريخ الأمريكي بصفتها زميلة في جولدمان ساكس للأفلام والفيديو حيث أنتجت بعض مشاريع الأفلام الرئيسية في المتحف.
بين عامي 2016 و2018، عمل زعيتر في لجان التقييم لمختبر راوي لكتاب السيناريو، وجائزة الفيلم من روبرت بوش ستيفتنغ وميد فيلم فاكتوري.
تقوم زعيتر حاليًا بتدريس محو الأمية المرئية والإنتاج الإعلامي وتاريخ الأفلام الوثائقية في كلية الاتصالات بالجامعة الأمريكية وكلية كاثي هيوز للاتصالات بجامعة هوارد.

## أعمالها
أخرجت زعيتر الفيلم القصير "ملطخ" الحائز على جائزة لجنة التحكيم في مهرجان الفيلم الأوروبي بلبنان، والفيلم الوثائقي ألوان المقاومة الحائز على جائزة لندن للأفلام المستقلة وأفضل فيلم وثائقي قصير في مهرجان لندن للأفلام المستقلة عام 2019.
فيما يتعلق بعملها السينمائي، ابتكرت زعيتر أعمالًا تركز على فلسطين  وقالت إنها «تقدم وتحافظ وتحمي الأشخاص الذين لم يعد بإمكانهم العثور على مدينتهم على الخريطة.»

## التعليم
درست عريب في الجامعة اللبنانية الأمريكية، وحصلت على بكالوريوس هندسة معمارية في العمارة الداخلية، وبكالوريوس فنون في فنون الاتصال، ودرست أيضًا في الجامعة الأمريكية، وحصلت على ماجستير في إنتاج الأفلام والفيديو، في كلية الاتصالات.

## الأفلام الوثائقية
- ألوان المقاومة [14]
- يلا باركور  [لغات أخرى]‏ [15] [16] [17]

## الجوائز
- مهرجان أراوند الدولي للسينما

| 2019 | الفائز جائزة ARFF Globe | مارس 2019 - باريس ألوان المقاومة (2019) |

- جوائز لندن للأفلام المستقلة

| 2019 | الفائز أفضل فيلم وثائقي قصير | مارس 2019 ألوان المقاومة (2019) (فيلم وثائقي قصير) |